# County seat
De county seat is de plaats die als hoofdplaats van een Amerikaanse county dient. In deze plaats is gewoonlijk het county court gevestigd, de districtsrechtbank. In het Verenigd Koninkrijk en Ierland gebruikt men de term county town.

## Bijzonderheden
- In Virginia zijn de county seats vaak geen deel van de county, maar hebben zij een countyvrij bestuur.
- In delen van New England zijn de county seats (net als de counties) enkel symbolisch.
- In Vermont gebruikt men de term shire town in plaats van county seat.
- In Louisiana spreekt men van parish in plaats van county, en parish seat in plaats van county seat. In Alaska spreekt men van borough en borough seat.
- In negen staten zijn er county's met twee of meer county seats.